# Levantamiento carapintada de 1990
El levantamiento carapintada de 1990, llamado Operación Virgen de Luján, fue una sublevación militar iniciada en Argentina el 3 de diciembre de 1990 liderada por el coronel Mohamed Alí Seineldín, contra el general Martín Bonnet durante el gobierno del presidente Carlos Menem. Fue el cuarto de los levantamientos «carapintadas» que ocurrieron en el país entre 1987 y 1990. Las Fuerzas Armadas se mantuvieron bajo el mando constitucional del presidente y los militares sublevados fueron derrotados por las tropas dirigidas por los generales Martín Bonnet y Martín Balza. Catorce personas murieron y doscientas resultaron heridas durante la sublevación. Quince militares fueron condenados como responsables de los hechos, recibiendo Seineldín la pena de cadena perpetua. En 2003, el presidente interino Eduardo Duhalde indultó a los condenados.

El saldo fue de catorce personas muertas —de las cuales cinco fueron civiles, dos fusiladas ilegalmente, una suicida— y unas doscientas personas heridas.

## Antecedentes
En Argentina, luego de establecido el voto secreto y obligatorio para varones en 1912, se inició a partir de 1930 una larga serie de golpes de Estado y sublevaciones militares que se extenderían hasta casi fin de siglo, que interrumpieron todas las experiencias democráticas, proscribieron a los partidos políticos y dirigentes populares y establecieron dictaduras cívico-militares cada vez más violentas, que culminaron en un régimen de terrorismo de Estado sistemático implantado por la dictadura que asumió el poder el 24 de marzo de 1976, autodenominada Proceso de Reorganización Nacional. En 1982 la dictadura inició su retirada a lo largo de un año y medio siguiente luego de la derrota en la Guerra de Malvinas, forzando al poder militar y sus apoyos civiles, nacionales e internacionales, a convocar a elecciones democráticas sin condicionamientos.
Las elecciones se realizaron el 30 de octubre de 1983, triunfando la Unión Cívica Radical liderada por el candidato presidencial Raúl Alfonsín. Uno de los primeros actos del presidente Alfonsín, fue crear una Comisión Nacional sobre la Desaparición de Personas (Conadep) que recogiera pruebas sobre los crímenes de lesa humanidad cometidos durante la dictadura, y ordenar el juicio a los integrantes de las primeras tres juntas militares de las cuatro que gobernaron entre 1976 y 1982. En 1984 la Conadep dio a conocer su informe titulado Nunca más, produciendo una conmoción en la población, por el grado de crueldad y la extensión sistemática de las atrocidades cometidas por los militares. 
El gobierno democrático fue presionado para limitar las revelaciones y las eventuales responsabilidades sobre los crímenes cometidos. Pese a ello en 1985, y en paralelo juzgando también a la cúpulas de las guerrillas que operaron en dicho período, se realizó el juicio a las Juntas, resultando condenados cinco de los nueve jerarcas militares acusados, dos de ellos a cadena perpetua. Los juicios sobre delitos de lesa humanidad se multiplicaron ante una andanada de denuncias de abusos y desapariciones y cientos de militares fueron acusados ante los tribunales. El gobierno de Alfonsín intentó frenar las presiones sancionando en 1986 la Ley de Punto Final, la primera de las leyes de impunidad.
En ese contexto aparecieron los carapintadas, un movimiento militar nacionalista de derecha y católico dispuesto a sublevarse contra las autoridades democráticas para restablecer el "honor militar" denunciando al Nuevo orden mundial. El teniente coronel Aldo Rico realizó un primer levantamiento en la Semana Santa de 1987, en el que las Fuerzas Armadas mostraron públicamente que no estaban dispuestas a ponerse bajo las órdenes del presidente Alfonsín, dejando completamente indefenso al gobierno. Luego de varios días de extrema tensión, con cientos de miles de personas en las calles, el apoyo incondicional de todos los partidos políticos y la utilización de los medios de comunicación estatales, Alfonsín personalmente se entrevistó con los sublevados y puso fin a la crisis. Pocos días después el Congreso sancionó la Ley de Obediencia Debida, garantizando la impunidad para delitos de lesa humanidad, para todos los militares con grado inferior a coronel. 
Las presiones militares no se detuvieron y en enero de 1988 se produjo un segundo levantamiento, nuevamente liderado por el teniente coronel Rico, que se adjudicó la representación del «Ejército Nacional en Operaciones». Un tercer levantamiento se produjo en diciembre de 1988, liderado por el coronel Mohamed Alí Seineldín, cuestionando el orden jerárquico constitucional. Cinco meses después, la Unión Cívica Radical perdía las elecciones presidenciales en medio de una crisis de hiperinflación y el presidente Alfonsín se vio obligado a renunciar a su cargo.
El 9 de julio de 1989 asumió la Presidencia Carlos Menem, del Partido Justicialista, en medio de una crisis económica y social generalizada. Con la intención de eliminar las causas de las sublevaciones militares carapintadas, el 7 de octubre de 1989 Menem sancionó una serie de decretos indultando a los militares y civiles que no habían sido alcanzados por las leyes de Punto Final y Obediencia Debida, así como a todos los militares detenidos por los tres levantamientos carapintadas.

## El levantamiento
En la madrugada del 3 de diciembre de 1990 se inició un nuevo levantamiento carapintada, el cuarto, liderado nuevamente al igual que el tercero, por el coronel Mohamed Ali Seineldín, que estaba detenido en el Regimiento de Caballería de Montaña 4 (leal en apariencia pero con algunos aliados a los "carapintadas") de San Martín de los Andes. Un grupo de unos cincuenta militares ocupó el Edificio Libertador (sede del Ministerio de Defensa y el Comando en Jefe del Ejército), las instalaciones del Regimiento de Infantería 1 "Patricios" en el barrio de Palermo, la fábrica de tanques TAMSE, el Batallón de Intendencia 601 y otras unidades. Los sublevados consideraban que los juicios abiertos contra militares eran fruto de un sentimiento de «venganza y revancha», y exigían que el presidente de la Nación removiera al generalato del Ejército Argentino.
Al tomar el Regimiento de Patricios, los sublevados asesinaron al teniente coronel Hernán Pita, segundo jefe del Regimiento -quien fue acribillado por seis proyectiles-, al mayor Federico Pedernera, jefe de Operaciones de esa unidad y al cabo primero Rolando Daniel Morales. La muerte de los dos oficiales, motivo de estupor en todo el Ejército, volcó los ánimos contra el bando rebelde sellando así el destino del alzamiento. Además, el bloqueo del aeródromo de Chapelco por fuerzas leales volvió imposible la fuga de Seineldín, quien quedó confinado en el cuartel militar del RCM 4.
Desde un primer momento el presidente Menem tomó la decisión de no negociar con los sublevados y ordenar la represión en caso de que no se rindieran incondicionalmente.
Los militares rebeldes mataron también a cinco civiles que viajaban en un colectivo de la línea 60, al embestirlo con un tanque, hiriendo además a otras veinte personas. Resultaron también heridos de bala los periodistas Fernando Carnota, de Radio Mitre, y Jorge Grecco, de la revista Somos.
El presidente Menem decretó el estado de sitio y ordenó a las Fuerzas Armadas, encabezadas por el titular del Ejército, teniente general Martín Félix Bonnet, reprimir la rebelión y recuperar los objetivos tomados. Los rebeldes se rindieron 20 horas después de iniciado el levantamiento. 

## Enjuiciamiento
Por este hecho, Seineldín fue condenado de por vida. Quince militares fueron condenados como responsables de los hechos, recibiendo Seineldín la pena de cadena perpetua.
Durante el juicio Seineldín aceptó su responsabilidad y realizó un alegato en el que justificó sus acciones como un intento de oponerse al «nuevo orden mundial» que estaba imponiendo el «imperialismo estadounidense», considerando al presidente Menem como su servidor en Argentina.
En 2003, el presidente Eduardo Duhalde indultó a los condenados, siendo entonces liberados los que aún permanecían en la cárcel.Ocurrió horas antes del traspaso de mando a Néstor Kirchner en mayo de 2003. 